# Chet Baker Plays the Best of Lerner & Loewe
Chet Baker Plays the Best of Lerner & Loewe est un album du trompettiste de Jazz Chet Baker, enregistré les 21 et 22 juillet 1959 à New York et publié la même année. 
Il a été originellement publié par le label Riverside Records (RLP 12-307 ).
Tous les titres proviennent de comédies musicales écrites par Alan Jay Lerner et Frederick Loewe :
- My Fair Lady (1, 2, 4, 8)
- Brigadoon (3, 5)
- Gigi (6)
- Paint Your Wagon (La Kermesse de l'Ouest) (7)

## Titres
| No | Titre                             | Durée |
| -- | --------------------------------- | ----- |
| 1. | I've Grown Accustomed to Her Face | 4:11  |
| 2. | I Could Have Danced All Night     | 3:39  |
| 3. | The Heather on the Hill           | 5:01  |
| 4. | On the Street Where You Live      | 8:35  |
| 5. | Almost Like Being in Love         | 4:49  |
| 6. | Thank Heaven for Little Girls     | 4:31  |
| 7. | I Talk to the Trees               | 5:47  |
| 8. | Show Me                           | 6:09  |

## Personnel
- Chet Baker - trompette
- Herbie Mann - flûte traversière, saxophone ténor
- Zoot Sims - saxophone alto et saxophone ténor
- Pepper Adams - saxophone baryton
- Bill Evans - piano (pistes 2 & 6-18) - séance du 21 juillet
- Bob Corwin - guitare (pistes 1-3, 4-5) - séance du 22 juillet
- Earl May - contrebasse
- Clifford Jarvis - batterie

Production et notes de pochettes : Orrin Keepnews